# Palio

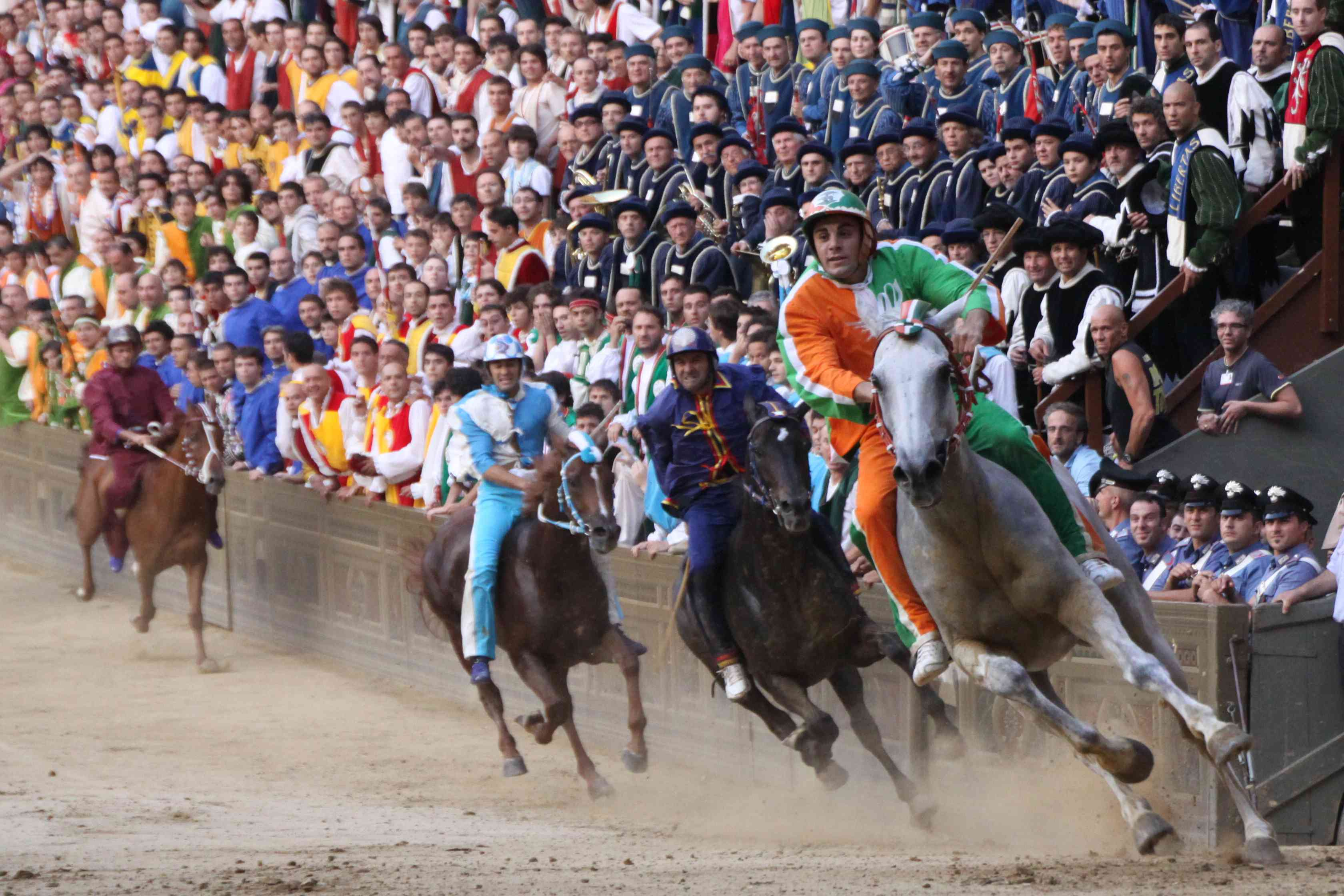
Le Palio de Sienne, le plus célèbre.

Le Palio est un concours entre quartiers d’une cité ou entre entités territoriales voisines, en général disputé avec des chevaux ou autres animaux. Il existe aussi des Palio en barques. L’origine de ce type de manifestation remonte à l’époque des communes libres italiennes. Aujourd’hui la course du Palio est devenue une tradition très ancrée dans beaucoup de villes d'Italie, surtout les anciennes villes médiévales.
Le Palio de Sienne est le plus célèbre. Cette manifestation estivale traditionnelle se dispute deux fois par an (le 2 juillet, en l’honneur de la Madonna di Provenzano, et le 16 août, en l’honneur de l'Assomption); éventuellement, il peut y avoir un troisième Palio, couru à une date bien précise, pour célébrer un événement particulier (comme le Palio extraordinaire de 1969, couru pour célébrer le premier pas de l’homme sur la lune). Le Palio de Sienne consiste en une course de chevaux montés à cru (sans selle ni harnachement).
Au Palio, au premier vainqueur est, en général, assigné le drapeau aux couleurs de la cité et/ou de son saint patron. Exception faite du Palio de Legnano, où on assigne le Crocione (grosse croix), que le quartier vainqueur a le droit de garder jusqu’au prochain Palio. Au Moyen Âge, on donnait par dérision, au dernier arrivé, un jambon (baffa) dans plusieurs villes (Vérone, Pavie, Ferrare, Venise en particulier). « En 1238 à Sienne, un noble (eux seuls peuvent alors participer au palio) préfère payer une amende plutôt que de recevoir le porc auquel son dernier rang l’avait condamné  » .

## Étymologie
Le terme Palio provient du latin pallium. Cette pièce d’étoffe rectangulaire portée comme pardessus (au-dessus de la tunique romaine) désignait au début la pièce d’étoffe précieuse qui était déposée au point d’arrivée et qui était remise au vainqueur de l’épreuve.
Par la suite, sa signification fut étendue par métonymie à la fête en général et le Palio finit par désigner l’ensemble des rituels et des coutumes étroitement rattachés à la course.

## Origines
Le plus ancien des Palio est celui de Ferrare. Les chroniques de l'époque rapportent qu'en 1259, pour célébrer la victoire de Azzo VII sur Ezzelino III da Romano à Cassano d'Adda, les Ferrarais organisèrent à travers les rues de la cité des courses de serviteurs et servantes, d'ânes et de chevaux, tradition qui perdura pendant vingt ans jusqu'à la création du Palio en 1279. La fête fut officialisée dans les Lois de 1287, le premier véritable ensemble de lois acté par les guildes de la ville. Il fut établi que la course aurait lieu deux fois l'an, une fois en l'honneur de Saint George, saint patron de la cité, et une fois le jour de l'Assomption. La récompense pour le vainqueur était un palio, un vêtement en matière délicate, tandis que le second et le troisième prix étaient respectivement un cochon et un coq.

## Différents Palio
- Palio avec ânes.
- Palio avec chevaux : Palio de Sienne
- Palio avec embarcations : Palio dell'Argentario
- Palio avec compétition d'armes : le Palio della Balestra (jeu de l’Arbalète) entre les villes de Pérouse et Gubbio (province de Pérouse - Ombrie), ainsi que Sansepolcro (province d'Arezzo - Toscane).

## Liste desPaliien Italie

### Avec chevaux
- Corsa a vuoto de Ronciglione
- Palio del Tirreno de Maccarese-Fiumicino
- Palio dell'Arcata de Acquapendente
- Palio della Valle Olona
- Palio di Asti
- Palio dei Borghi de Fossano (Coni)
- Palio de Bientina (Pise)
- Palio de Bomarzo (Viterbe)
- Palio de Buti (Pise)
- Palio de Cagliari
- Palio dei Rioni de Castiglion Fiorentino (Arezzo)
- Palio de Casole d'Elsa
- Palio de Castel del Piano
- Palio Madama Margarita de Castel Madama (Tivoli-Rome)
- Palio de Feltre
- Palio de Fermo
- Palio de Ferrare
- Palio dei Comuni de Fonni (Nuoro)
- Palio de Fucecchio (Florence)
- Palio dei Comuni de Goceano
- Palio de Legnano
- Palio dei 10 Comuni del Montagnanese à Montagnana
- Palio de Montegiorgio
- Palio de Montelaterone
- Palio de Monticiano
- Palio de Mordano
- Palio del Niballo, à Faenza (Ravenne)
- Palio de Parme
- Palio de Piancastagnaio
- Palio de Piazza Armerina
- Palio de Sienne
- Palio dei Rioni de Castiglion Fiorentino
- Palio de Sant'Antonio abate à Pignola
- Palio de S.Pietro ad Abbiategrasso (Milan)
- Palio della Costa Etrusca de San Vincenzo
- Palio della Giostra Cavalleresca de Sulmona
- Palio del Tributo de Priverno
- Palio delle contrade de San Secondo Parmense
- Palio del Valdarno à Faella, frazione de Pian de Scò
- Palio (Giostra) del Giglio à Monteleone d'Orvieto
- Palio de San Vincenzo  à Acate
- Palio Sas Carrelas à Bono
- Palio storico dei Borghi de Avigliana à Veillane
- Palio de Sassari
- Palio del Viccio de Palo del Colle
- Palio del Velluto de Leonessa
- Giostra della Quintana de Foligno
- Giostra del Simone de Montisi

### Avec ânes
- Corsa cogli Asini de Dairago
- Corsa degli Asini de Quarto d'Asti
- Palio degli Asini de Alba
- Palio degli Asini de Bereguardo
- Palio dei Micci de Pozzi, frazione de Seravezza
- Palio dei somari de Torrita di Siena
- Palio del Casale à Camposano
- Palio dei Ciuchi de Carmignano
- Il Gonfalone de Arpino, Palio delle Contrade
- Palio degli Asini de Premosello
- Giostra dei sestrieri, Palio dei Ciuchi de Roccatederighi
- Palio de' Ciui de Lugnano
- Palio del Somaro à Mercatello sul Metauro
- Palio dei Borghi de Venaria

### Avec bateaux
- Palio dell'Argentario de Porto Santo Stefano
- Palio del Golfo à La Spezia
- Palio de Tarente
- Palio dell'Oca
- Palio de Calcinaia
- Palio de San Giorgio à Reggio Calabria
- Palio de San Ranieri sur l'Arno à Pise
- Palio Marinaro de Livourne
- Palio delle barche de Passignano sul Trasimeno

### AutresPalii
- Palio delle Compagne à Finale Ligure
- Palio dei Cossot à Alpignano
- Palio del Maglio à Fabriano
- Palio de San Michele à Bastia Umbra
- Palio della Vittoria à Anghiari
- Palio de San Rufino à Assise
- Palio dei paperi de Balconevisi (Pise)
- Palio dell'Oca à Cagli (Pesaro et Urbino)
- Palio de Santo Stefano aux frazioni de Santo Stefano a Macerata de Cascina
- Palio dei Castelli - Gara delle Botti de Castiglione Olona
- Palio des quartiers de Chiari
- Palio dei Terzieri à Città della Pieve
- Palio de Copparo
- Palio delle Contrade de Dairago
- Palio delle contrade à Vigevano
- Palio della Rana à Fermignano
- Palio della Gru à Grugliasco
- Palio delle contrade de Mariano Comense à Mariano Comense
- Palio Marnatese dei Rionià Marnate
- Palio de Meda à  Meda
- Palio de Monselice
- Palio de Montebelluna
- Palio del gioco dell'oca de Mortara
- Palio de Oria
- Palio de Orte
- Palio de Pescia
- Palio dl'Urmon à  Robbio
- Palio delle batterie à San Severo
- Palio de Serravalle
- Palio de Santa Reparata e della Romagna Toscana à  Terra del Sole
- Palio dei Borghi de Francavilla Bisio
- Palio dei Rioni de Cinisello

### Nations proches
- Palio de Mendrisio (Tessin, Suisse)

## Source
- (it) Cet article est partiellement ou en totalité issu de l’article de Wikipédia en italien intitulé « Palio » (voir la liste des auteurs).